# Peter Moucka
Peter Moucka (* 11. Februar 1951 in Wien, Österreich) ist ein österreichischer Schauspieler und Hörspielsprecher.

## Leben
Moucka ist Sohn einer Berlinerin und eines Wieners. Er absolvierte das Piaristengymnasium und schloss es mit der Matura ab. Er wurde am Max Reinhardt Seminar in Wien als Schauspieler ausgebildet. Nach seiner Ausbildung war er am Volkstheater in Wien und dem Landestheater Salzburg tätig. Er absolvierte eine Priesterausbildung einer afrikanischen Religion in Havanna. Seit 1997 ist er Ensemblemitglied des Theaters in der Josefstadt.

## Filmografie (Auswahl)
- 1978: Grüne Witwen sind sie alle!
- 1978: Der Jagdgast
- 1979: Kassbach – Ein Portrait
- 1979: G’schichten aus Österreich
- 1980: Tatort: Mord auf Raten
- 1980: Paradiese und andere Zustände
- 1982: Der Narr von Wien
- 1983: in Zeiten wie diesen
- 1988: Einstweilen wird es Mittag
- 1988: Wiener Walzer
- 1987, 1989: Heiteres Bezirksgericht
- 1990: Sidonie
- 1992: Auf Achse
- 1993: Eurocops
- 1996: Azzurro
- 1992, 1996: Kaisermühlen Blues
- 1999: Der Feuerteufel-Flammen des Todes
- 2000: Die Ehre der Strizzis
- 2001: Dolce Vita & Co
- 2001: Spiel im Morgengrauen
- 2001: Der verkaufte Großvater
- 2002: MA 2412
- 2002: Brief einer Unbekannten
- 2000, 2002: Julia – Eine ungewöhnliche Frau
- 2003: Der Poet
- 2004: Schlosshotel Orth
- 2005: Der eingebildete Kranke
- 2006: Der Tag, an dem der Papst gekidnappt wurde
- 2006: Der Winzerkönig
- 2009: Die Lottosieger
- 2009: Böses Erwachen
- 2011: Molly & Mops – ein Mops kommt selten allein
- 2008, 2012: SOKO Donau
- 2012: Europas letzter Sommer
- 2009, 2014: Menschen & Mächte
- 2014: SOKO Kitzbühel
- 2020: Schon immer ein Vater
- 2021: Hinterland
- 2021: Celistine

## Hörspiele (Auswahl)
- 1981: Ferdinand Götz: Der entscheidende Fall (Stimme) – Regie: Klaus Gmeiner (Hörspielbearbeitung – ORF Salzburg)
- 1981: Thomas Hürlimann: Großvater und Halbbruder (Der Herr Donati) – Bearbeitung und Regie: Klaus Gmeiner (Hörspielbearbeitung – ORF Salzburg)
- 1983: Franz Molnar: Fasching (Oberkommissär) – Bearbeitung und Regie: Klaus Gmeiner (Hörspielbearbeitung – ORF Salzburg)
- 1983: Erich Ledersberger, Gertraud Ledersberger, Uwe Bolius, Ulli Bolius: Gerhard Weiner wäre nicht tot oder die Schule hat mit seinem Selbstmord nicht das Geringste zu tun (Vollständiger Titel) (Franz Olivetti, Protokollführer) – Regie: Christian Lichtenberg (Original-Hörspiel – ORF Salzburg)
- 1983: Alfred Bergmann: Der Störenfried (Manfred) – Regie: Klaus Gmeiner (Hörspielbearbeitung – ORF Salzburg)
- 1985: Peter Rosei: Die Engel (Toni) – Regie: Christian Lichtenberg (Originalhörspiel – ORF Salzburg)
- 1985: Fritz Hochwälder: Der verschwundene Mond (Attilio) – Bearbeitung und Regie: Klaus Gmeiner (Hörspielbearbeitung – ORF Salzburg)
- 1985: Franz Hiesel: Dieu le Veut! – Regie: Friedhelm Ortmann (Originalhörspiel – WDR/ORF Salzburg)
- 1986: Walter Müller: Die Fieberträume des Hanswurst (Nachfolger 2) – Regie: Klaus Gmeiner (Originalhörspiel – ORF Salzburg)
- 1986: Peter Rosei: Die Schauspieler im Glück (Hausmeister) – Regie: Christian Lichtenberg (Originalhörspiel – ORF Salzburg)
- 1986: Lieselotte Hoffmann: Prinz Tunora (Großherzog Ferdinand von Toskana) – Regie: Christian Lichtenberg (Hörspiel – ORF Salzburg)
- 1986: Siegfried Zimmerschied: Für Frieden und Freiheit (Wick Wimmer) – Bearbeitung und Regie: Herbert Gantschacher (Hörspielbearbeitung – ORF Kärnten)
- 1987: Günther Schatzdorfer: Die Veteranen von '68 (Max) – Regie: Christian Lichtenberg (Hörspiel – ORF Salzburg)
- 1987: O. P. Zier: Der rettende Sprung auf das sinkende Schiff (Hans Poll) – Regie: Christian Lichtenberg (Hörspiel – ORF Salzburg)
- 1994: Werner Kofler: In der Hauptstadt der Literatur – Regie: Helmuth Fuschl (Hörspiel – ORF Kärnten)

Quelle: Ö1-Hörspieldatenbank